# サッカースコットランド代表
サッカースコットランド代表（サッカースコットランドだいひょう、英: Scotland national football team、スコットランド語:Scotland naitional fitbaw team）は、スコットランドサッカー協会（SFA）によって構成される、スコットランドのサッカーのナショナルチームである。ホームスタジアムは、首都・グラスゴーにあるハムデン・パーク。

## 歴史

### 19世紀
1870年3月5日、ロンドンのケニントン・オーヴァルで「非公式」ながら、世界初の国際試合がイングランド代表とスコットランドの間で行われ、1-1の引き分けに終わった。その後、この試合も含め両者は5回に渡り非公式国際試合を行った（1870年の11月19日、ケニントン・オーヴァルでイングランドが1-0で勝利。1871年2月25日、同地区で1-1引き分け。1871年11月18日、ロンドンでイングランドが2-1で勝利、1872年2月24日、ロンドンでイングランドが1-0の勝利）。
この一連の非公式国際試合は、それらの試合を企画したイングランドサッカー協会 (FA) 第4代事務局長チャールズ・ウィリアム・オールコックの名前にちなんで、『オールコックの国際試合』と呼ばれている。そして、1872年11月30日に、グラスゴーのパーティック地区のハミルトン・クレッセント・グラウンドで、世界で最初の「公式」国際試合がイングランドとスコットランドの間で実施された。スコアは0-0の引き分けだった。
このように、イングランド代表とともに世界初の公式および非公式の国際試合を戦った歴史あるチームである。なお、FIFAワールドカップには1950年のブラジルW杯で出場権を獲得したものの辞退、1954年のスイスW杯に初出場して以来、8回出場しているものの、全て1次リーグ敗退という結果に終わっている。代表チームサポーターの愛称はタータン・アーミー (Tartan Army) と呼ばれている。
1863年にイングランドで近代サッカーが誕生した時から、イングランドはロングボール戦術だった。イングランド代表に勝てなかったスコットランド代表は、1867年にショートパス戦術を考案。スコットランドはショートパス戦法確立後、1872年から1882年の10年間で、イングランドに対し「7勝2敗2分け 得点39失点31 試合平均得点3.55 平均失点1.91」と大きく勝ち越した。この2つの戦法が近代サッカー伝来と同時か、もしくは時を経て各国に伝播されていき、各国のサッカー戦術の源流となった。なお、日本で現在主流のショートパスも、スコットランド人からサッカーを学んだビルマ（現ミャンマー）人留学生チョウ・ディンの、1923年（大正12年）からの全国巡回指導および指導書出版によりもたらされたものである。

### 20世紀
FIFAワールドカップでは初めて本大会に出場した1954年大会で、2試合でオーストリアとウルグアイにいずれも敗れて敗退した。3度目の出場となった1974年大会で、第一戦のザイール戦でW杯初勝利を挙げると、続くブラジル戦とユーゴスラビア戦でも両方とも引き分けで1勝2分とするが、得失点差で1届かず敗退した。そこからブラジル、ドイツ、イタリア、アルゼンチン以外で唯一1990年大会まで連続出場を果たした。1986年大会は最初に2連敗するが、第三戦で勝てば自力で16強入りとなるウルグアイ戦を迎える。相手のホセ・バティスタがゴードン・ストラカンに対するファウルを犯し、W杯最速記録（2022年大会終了時点）の56秒で退場処分を受けるが、0-0の引き分けで敗退した。

### 21世紀
2002年大会から2018年大会まではヨーロッパ1次予選敗退が続き、2022年大会では、ヨーロッパ予選グループF2位で2次予選（プレーオフ）に進出し、プレーオフではパスAに組み込まれた。準決勝でウクライナに敗れて1998大会以来となるワールドカップ出場を逃した。UEFA欧州選手権では1992年大会と1996年大会で予選を突破したが、1次リーグ敗退となっている。2021年大会にも予選を突破して6大会ぶりに本大会へ出場したが、こちらもグループリーグ敗退に終わった。2024年大会は、大会の開幕戦となったドイツ戦はシュート0本で1-5の大敗を喫した。二戦目のスイス戦はスコット・マクトミネイのゴールで先制するが、後半に追い付かれ1-1の引き分け、グループリーグ突破のかかった三戦目のハンガリー戦は試合最終盤に失点を喫し0-1の敗戦で、1分2敗の成績となり、グループリーグ敗退となった。大会3試合を通じての合計シュート数は僅か17本で、1980年にグループステージ制が導入されてからはワーストタイ記録となった。
スコットランド代表は2024年時点でFIFAワールドカップに8回、UEFA欧州選手権に4回出場しているが、その内の50%で大会未勝利という成績を残している。

## 成績

### FIFAワールドカップ
| 開催国 / 年 | 成績               | 試       | 勝       | 分       | 負       | 得       | 失       |
| ----------- | ------------------ | -------- | -------- | -------- | -------- | -------- | -------- |
| 1930        | 不参加             | 不参加   | 不参加   | 不参加   | 不参加   | 不参加   | 不参加   |
| 1934        | 不参加             | 不参加   | 不参加   | 不参加   | 不参加   | 不参加   | 不参加   |
| 1938        | 不参加             | 不参加   | 不参加   | 不参加   | 不参加   | 不参加   | 不参加   |
| 1950        | 出場辞退           | 出場辞退 | 出場辞退 | 出場辞退 | 出場辞退 | 出場辞退 | 出場辞退 |
| 1954        | グループリーグ敗退 | 2        | 0        | 0        | 2        | 0        | 8        |
| 1958        | グループリーグ敗退 | 3        | 0        | 1        | 2        | 4        | 6        |
| 1962        | 予選敗退           | 予選敗退 | 予選敗退 | 予選敗退 | 予選敗退 | 予選敗退 | 予選敗退 |
| 1966        | 予選敗退           | 予選敗退 | 予選敗退 | 予選敗退 | 予選敗退 | 予選敗退 | 予選敗退 |
| 1970        | 予選敗退           | 予選敗退 | 予選敗退 | 予選敗退 | 予選敗退 | 予選敗退 | 予選敗退 |
| 1974        | 1次リーグ敗退      | 3        | 1        | 2        | 0        | 3        | 1        |
| 1978        | 1次リーグ敗退      | 3        | 1        | 1        | 1        | 5        | 6        |
| 1982        | 1次リーグ敗退      | 3        | 1        | 1        | 1        | 8        | 8        |
| 1986        | グループリーグ敗退 | 3        | 0        | 1        | 2        | 1        | 3        |
| 1990        | グループリーグ敗退 | 3        | 1        | 0        | 2        | 2        | 3        |
| 1994        | 予選敗退           | 予選敗退 | 予選敗退 | 予選敗退 | 予選敗退 | 予選敗退 | 予選敗退 |
| 1998        | グループリーグ敗退 | 3        | 0        | 1        | 2        | 2        | 6        |
| 2002        | 予選敗退           | 予選敗退 | 予選敗退 | 予選敗退 | 予選敗退 | 予選敗退 | 予選敗退 |
| 2006        | 予選敗退           | 予選敗退 | 予選敗退 | 予選敗退 | 予選敗退 | 予選敗退 | 予選敗退 |
| 2010        | 予選敗退           | 予選敗退 | 予選敗退 | 予選敗退 | 予選敗退 | 予選敗退 | 予選敗退 |
| 2014        | 予選敗退           | 予選敗退 | 予選敗退 | 予選敗退 | 予選敗退 | 予選敗退 | 予選敗退 |
| 2018        | 予選敗退           | 予選敗退 | 予選敗退 | 予選敗退 | 予選敗退 | 予選敗退 | 予選敗退 |
| 2022        | 予選敗退           | 予選敗退 | 予選敗退 | 予選敗退 | 予選敗退 | 予選敗退 | 予選敗退 |
| 合計        | 出場8回            | 23       | 4        | 7        | 12       | 25       | 41       |

### UEFA欧州選手権
| 開催年 | 結果               | 試合     | 勝利     | 引分     | 敗戦     | 得点     | 失点     |
| ------ | ------------------ | -------- | -------- | -------- | -------- | -------- | -------- |
| 1960   | 不参加             | 不参加   | 不参加   | 不参加   | 不参加   | 不参加   | 不参加   |
| 1964   | 不参加             | 不参加   | 不参加   | 不参加   | 不参加   | 不参加   | 不参加   |
| 1968   | 予選敗退           | 予選敗退 | 予選敗退 | 予選敗退 | 予選敗退 | 予選敗退 | 予選敗退 |
| 1972   | 予選敗退           | 予選敗退 | 予選敗退 | 予選敗退 | 予選敗退 | 予選敗退 | 予選敗退 |
| 1976   | 予選敗退           | 予選敗退 | 予選敗退 | 予選敗退 | 予選敗退 | 予選敗退 | 予選敗退 |
| 1980   | 予選敗退           | 予選敗退 | 予選敗退 | 予選敗退 | 予選敗退 | 予選敗退 | 予選敗退 |
| 1984   | 予選敗退           | 予選敗退 | 予選敗退 | 予選敗退 | 予選敗退 | 予選敗退 | 予選敗退 |
| 1988   | 予選敗退           | 予選敗退 | 予選敗退 | 予選敗退 | 予選敗退 | 予選敗退 | 予選敗退 |
| 1992   | グループリーグ敗退 | 3        | 1        | 0        | 2        | 3        | 3        |
| 1996   | グループリーグ敗退 | 3        | 1        | 1        | 1        | 1        | 2        |
| 2000   | 予選敗退           | 予選敗退 | 予選敗退 | 予選敗退 | 予選敗退 | 予選敗退 | 予選敗退 |
| 2004   | 予選敗退           | 予選敗退 | 予選敗退 | 予選敗退 | 予選敗退 | 予選敗退 | 予選敗退 |
| 2008   | 予選敗退           | 予選敗退 | 予選敗退 | 予選敗退 | 予選敗退 | 予選敗退 | 予選敗退 |
| 2012   | 予選敗退           | 予選敗退 | 予選敗退 | 予選敗退 | 予選敗退 | 予選敗退 | 予選敗退 |
| 2016   | 予選敗退           | 予選敗退 | 予選敗退 | 予選敗退 | 予選敗退 | 予選敗退 | 予選敗退 |
| 2021   | グループリーグ敗退 | 3        | 0        | 1        | 2        | 1        | 5        |
| 2024   | グループリーグ敗退 | 3        | 0        | 1        | 2        | 2        | 7        |
| 合計   | 4/17               | 12       | 2        | 3        | 7        | 7        | 17       |

## 歴代監督
- アンディ・ビーティー 1954, 1959-1960
- ドーソン・ウォーカー 1958
- マット・バスビー 1958
- イアン・マッコール 1960-1965
- ジョック・ステイン 1965-1966, 1978-1985
- ジョン・プレンティス 1966
- マルコルム・マクドナルド 1966-1967
- ボビー・ブラウン 1967-1971
- トミー・ドハーティー 1971-1972
- ウィリー・オルモンド 1973-1977
- アリー・マクレオド 1977-1978
- アレックス・ファーガソン 1985-1986
- アンディ・ロクスバーグ 1986-1993
- クレイグ・ブラウン 1993-2002
- ベルティ・フォクツ 2002-2004
- トミー・バーンズ 2004
- ウォルター・スミス 2004-2007
- アレックス・マクリーシュ 2007
- ジョージ・バーリー 2008-2009
- クレイグ・レベイン 2009-2012
- ゴードン・ストラカン 2013-2017
- アレックス・マクリーシュ 2018-2019
- スティーブ・クラーク 2019-

## 現招集メンバー
2022年9月、UEFAネーションズリーグのウクライナ戦とアイルランド共和国戦に招集されたメンバー。
| No. | Pos. | 選手名                         | 生年月日（年齢）       | 出場数 | ゴール | 在籍クラブ                   |
| --- | ---- | ------------------------------ | ---------------------- | ------ | ------ | ---------------------------- |
| 1   | GK   | クレイグ・ゴードン             | 1982年12月31日（42歳） | 71     | 0      | ハート・オブ・ミドロシアン   |
| 2   | DF   | ネイサン・パターソン           | 2001年10月16日（23歳） | 11     | 1      | エヴァートン                 |
| 3   | DF   | グレッグ・テイラー             | 1997年11月5日（27歳）  | 8      | 0      | セルティック                 |
| 4   | MF   | スコット・マクトミネイ         | 1996年12月8日（28歳）  | 35     | 1      | マンチェスター・ユナイテッド |
| 5   | DF   | ライアン・ポーテアス           | 1999年3月25日（26歳）  | 0      | 0      | ハイバーニアン               |
| 6   | DF   | キーラン・ティアニー           | 1997年6月5日（28歳）   | 33     | 1      | アーセナル                   |
| 7   | MF   | ジョン・マッギン               | 1994年10月18日（30歳） | 49     | 14     | アストン・ヴィラ             |
| 8   | MF   | カラム・マグレガー             | 1993年6月14日（32歳）  | 47     | 2      | セルティック                 |
| 9   | FW   | リンドン・ダイクス             | 1995年10月7日（29歳）  | 23     | 8      | QPR                          |
| 10  | FW   | チェ・アダムス                 | 1996年7月13日（28歳）  | 20     | 5      | サウサンプトン               |
| 11  | FW   | ライアン・クリスティー         | 1995年2月22日（30歳）  | 32     | 4      | ボーンマス                   |
| 12  | GK   | リアム・ケリー                 | 1996年1月23日（29歳）  | 0      | 0      | マザーウェル                 |
| 13  | DF   | ジャック・ヘンドリー           | 1995年5月7日（30歳）   | 18     | 2      | クレモネーゼ                 |
| 14  | MF   | ビリー・ギルモア               | 2001年6月11日（24歳）  | 15     | 0      | ブライトン                   |
| 15  | DF   | スコット・マッケンナ           | 1996年11月12日（28歳） | 27     | 1      | ノッティンガム・フォレスト   |
| 16  | DF   | アンソニー・ラルストン         | 1998年11月16日（26歳） | 4      | 1      | セルティック                 |
| 17  | MF   | スチュアート・アームストロング | 1992年3月30日（33歳）  | 37     | 4      | サウサンプトン               |
| 18  | MF   | デイヴィッド・ターンブル       | 1999年7月10日（25歳）  | 5      | 0      | セルティック                 |
| 19  | FW   | ライアン・フレイザー           | 1994年2月24日（31歳）  | 23     | 4      | ニューカッスル・ユナイテッド |
| 20  | MF   | ライアン・ジャック             | 1992年2月27日（33歳）  | 12     | 0      | レンジャーズ                 |
| 21  | GK   | ロビー・マクローリー           | 1998年3月18日（27歳）  | 0      | 0      | レンジャーズ                 |
| 22  | DF   | アーロン・ヒッキー             | 2002年6月10日（23歳）  | 5      | 0      | ブレントフォード             |
| 23  | MF   | ケニー・マクリーン             | 1992年1月8日（33歳）   | 26     | 1      | ノリッジ・シティ             |

## 歴代選手
| - ビル・ブラウン - アラン・ラフ - ジム・レイトン - アンディ・ゴラム - クレイグ・ゴードン - ニール・サリバン - アラン・マクレガー | - ダニー・マクグレイン - ウィリー・ミラー - マーティン・バカン - サンディ・ジャーディン - アラン・ハンセン - リチャード・ゴフ - アレックス・マクリーシュ - アーサー・アルビストン - トム・ボイド - コリン・ヘンドリー - コリン・カルダーウッド - ジャッキー・マクナマラ - デヴィッド・ウィアー - クリスティアン・デイリー - スティーヴン・プレスリー - ガリー・コールドウェル - スティーヴン・マクマナス - アンドリュー・ロバートソン | - ペーター・マクウィリアム - デイヴ・マッケイ - ビリー・ブレムナー - アーチー・ゲミル - グレアム・スーネス - ブルース・リオク - ゴードン・ストラカン - ポール・マクステイ - ガリー・マカリスター - ケニー・マクリーン - クレイグ・バーリー - ポール・ランバート - ポール・ハートリー - ジェームズ・マクファデン - ダレン・フレッチャー - スコット・ブラウン - クリス・バーク - カラム・マグレガー | - ジョン・キャメロン - アラン・ギルツェーン - デニス・ロー - ケニー・ダルグリッシュ - スティーブ・アーチボルド - ジョー・ジョーダン - ブライアン・マクレアー - モー・ジョンストン - アリー・マッコイスト - ゴードン・デューリー - ケヴィン・ギャラハー - ケニー・ミラー - ショーン・マロニー - クレイグ・ビーティ - クリス・ボイド |

## 歴代記録
2022年9月27日現在

### 出場数ランキング
| 順位 | 名前                       | 出場 | 得点 | ポジション | 期間      |
| ---- | -------------------------- | ---- | ---- | ---------- | --------- |
| 1    | ケニー・ダルグリッシュ     | 102  | 30   | FW         | 1971-1986 |
| 2    | ジム・レイトン             | 91   | 0    | GK         | 1982-1998 |
| 3    | ダレン・フレッチャー       | 80   | 5    | MF         | 2003-2017 |
| 4    | アレックス・マクリーシュ   | 77   | 0    | DF         | 1980-1993 |
| 5    | ポール・マクステイ         | 76   | 9    | MF         | 1983-1997 |
| 5    | アンドリュー・ロバートソン | 76   | 3    | DF         | 2014-     |
| 7    | クレイグ・ゴードン         | 75   | 0    | GK         | 2004-     |
| 8    | トム・ボイド               | 72   | 1    | DF         | 1990-2001 |
| 9    | ケニー・ミラー             | 69   | 18   | FW         | 2001-2013 |
| 9    | デヴィッド・ウィアー       | 69   | 1    | DF         | 1997-2010 |

### 得点数ランキング
| 順位 | 名前                         | 得点 | 出場 | 1試合平均 | 期間      |
| ---- | ---------------------------- | ---- | ---- | --------- | --------- |
| 1    | デニス・ロー                 | 30   | 55   | 0.40      | 1958-1974 |
| 1    | ケニー・ダルグリッシュ       | 30   | 102  | 0.40      | 1971-1986 |
| 3    | ヒューイー・ギャラハー       | 23   | 20   | 1.15      | 1924-1935 |
| 4    | ローリー・レイリー           | 22   | 38   | 0.58      | 1948-1957 |
| 5    | アリー・マッコイスト         | 19   | 61   | 0.31      | 1986-1998 |
| 6    | ケニー・ミラー               | 18   | 69   | 0.41      | 2001-2013 |
| 7    | ロバート・ハミルトン         | 15   | 11   | 1.36      | 1899-1911 |
| 7    | ジェームズ・マクファデン     | 15   | 48   | 0.31      | 2002-2010 |
| 7    | ジョン・マッギン             | 15   | 52   | 0.29      | 2016-     |
| 10   | モー・ジョンストン           | 14   | 38   | 0.37      | 1984-1991 |
| 11   | ロバート・スミス・マッコール | 13   | 13   | 1.00      | 1896-1908 |
| 11   | アンドリュー・ウィルソン     | 13   | 12   | 1.08      | 1920-1923 |